# Linje E
Linje E er en s-togs-linje, som kører mellem Holte Station og Køge Station via København H. Linjen kører kun i dagtimerne mandag-fredag med 10 minutters drift. Der køres uden stop mellem København Syd Station og Ishøj Station. Om aftenen og i weekenden erstattes den af linje A med stop ved alle stationer.
Linjen oprettedes 26. maj 1968. Fra starten blev den suppleret af linje Ex i myldretiden, der dog blev indlemmet i linje Cx allerede i 1972. I 1983 oprettedes en ny linje Ex, der kørte frem til 2007.
Linje E var oprindeligt farvet brun på linjekortet, men blev i 1979 ændret til den nuværende lilla farve.

## Stationer på linje E
Linje E har følgende stationer på linjen, taget i rækkefølgen fra Holte Station til Køge Station. Der køres uden stop København Syd - Ishøj.
1. Holte Station
2. Virum Station
3. Sorgenfri Station
4. Lyngby Station
5. Jægersborg Station
6. Gentofte Station
7. Bernstorffsvej Station
8. Hellerup Station
9. Svanemøllen Station
10. Nordhavn Station
11. Østerport Station
12. Nørreport Station
13. Vesterport Station
14. København H
15. Dybbølsbro Station
16. Sydhavn Station
17. Sjælør Station
18. København Syd Station
19. Ishøj Station
20. Hundige Station
21. Greve Station
22. Karlslunde Station
23. Solrød Strand Station
24. Jersie Station
25. Køge Nord Station
26. Ølby Station
27. Køge Station

## Historie
Linje E blev oprettet 26. maj 1968 mellem København H og Hillerød, da Nordbanen blev elektrificeret mellem Holte og Hillerød. Linjen afløste de persontog, der hidtil havde kørt mellem København H og Hillerød og kørte ligesom dem uden stop mellem Østerport og Holte men stoppede dog modsat persontogene også på Vesterport ligesom de øvrige S-tog. Linjen erstattede også et antal lokaltog mellem Holte og Hillerød. Til gengæld forsvandt de direkte forbindelser fra København til Hundested, Tisvildeleje og Gilleleje i weekenderne.
Fra starten skilte den nye linje sig noget ud fra de øvrige S-banelinjer. Der havde været en vis kritik af, at S-togene ville bringe flere tilflyttere til Nordsjælland, og for at imødegå de sædvanlige associationer med S-tog besluttede man derfor ikke at kalde dem sådan nord for Holte men talte om en elektrificeret strækning. De traditionelle neonskilte med vingehjul ved stationerne blev deruden udført uden det karakteristiske S i midten, men ellers var forskellen illusorisk. Mere betydning havde det til gengæld, at der ligesom i persontogene var en vogn med 1. klasse i hvert tog, hvor S-togene ellers udelukkende havde 2. klasse. Det viste sig imidlertid hurtigt, at der kun var få passagerer på den fine klasse udenfor myldretiden. Desuden var det et problem, at vognene kun kunne bruges i trafikken til Hillerød, og at linjen derfor ikke kunne forlænges til Vestegnen, hvor der ellers netop var brug for ekstra kapacitet.
1. oktober 1972 løste man problemerne ved en reform af linjenettet. 1. klasse blev afskaffet, Nordbanen blev normal S-bane, og linje E blev forlænget ad den nuværende Høje Taastrup-banen til Taastrup mandag-lørdag til supplering af linje B. Året efter indtraf en energikrise imidlertid, og linje E var blandt dem, der måtte holde for. Nu kørtes der kun til Taastrup mandag-fredag og kun i dagtimerne, mens der om aftenen og i weekenderne endtes på København H.
En ny reform af linjenettet fulgte 30. september 1979, da Køge Bugt-banen blev forlænget fra Hundige til Solrød Strand. Man begyndte nu at tale om regionale S-togslinjer som betegnelse for de linjer, der kørte længst ud. Linje E blev den første og i praksis også eneste rene sådanne regionale linje, da den omlagdes netop til Solrød Strand. Der kørtes uden stop mellem Hundige og København H og som hidtil mellem Østerport og Holte. Det var dog kun i dagtimerne mandag-fredag, at passagererne langs Køge Bugt fik glæde af linjen, for i den øvrige driftstid endtes stadig på København H, mens linje A så til gengæld forlængedes til Solrød Strand. Den fjerde og sidste etape til Køge åbnede 25. september 1983, hvorefter linje E kom til at køre dertil i hele driftstiden, mens linje A afkortedes til Hundige. Ved samme lejlighed fik linje E desuden stop på Sjælør.
Nok en reform af linjenettet fulgte 28. maj 1989, hvor den primære linje til Hillerød blev linje A. Linje E blev til gengæld afkortet til Hellerup, idet linjen dog fremdeles fortsatte til Hillerød i myldretiden. Ved samme lejlighed fik linjen også stop på Ishøj, Nordhavn og Svanemøllen, mens et yderligere stop kom til 29. september 1991, da Lyngby også blev betjent af linje E. Fra 26. september 1993 kørtes til Hillerød i dagtimerne mandag-lørdag, mens Hellerup stadig var endestation resten af driftstiden. Udvidelsen af driften skete blandt andet fordi, betjeningen af strækningen Holte-Hillerød var dårlig i forhold til passagertallene mellem myldretiderne. Desuden gav det bedre forbindelser til Lille Nord, Gribskovbanen og en række buslinjer. Driften ændredes igen 8. januar 2005, så der fortsattes til Lyngby udenfor dagtimerne på hverdage. På Køge Bugt-banen kom der ekstra stop til på Friheden 15. september 2002 for at give forbindelse til linje 200S og på den nye station Ny Ellebjerg (nu København Syd) 6. januar 2007.
23. september 2007 fandt en ny reform af linjenettet sted, der blandt andet medførte at linje E nu fik 10 minutters drift i dagtimerne mod som hidtil 20 minutters drift i hele driftstiden. Samtidig kørtes nu hele vejen fra Køge til Hillerød i hele driftstiden og uden stop mellem Ishøj og Ny Ellebjerg, Hellerup og Lyngby og Lyngby og Holte. 11. december 2011 fik linjen atter stop på Friheden, hvor der var forholdsvis mange passagerer. En større ændring kom til 9. december 2012, hvorefter linje E ikke længere kører i weekenderne. I stedet forlængedes linje A til Køge og linje B til Hillerød.

### Ændringer på Nordbanen
Ved køreplansskiftet 15. december 2014 blev linjen på ny ændret. Baggrunden var indførelsen af et nyt signalsystem, der i første omgang etableres på Nordbanen mellem Jægersborg og Hillerød, og i den forbindelse ønskede man at samle de tog, der er forberedt på det nye system på en strækning. For linje E's vedkommende betød det, at den forkortedes til Holte og fik stop ved alle stationer på Nordbanen, idet den som hidtil kørte uden stop Ishøj - Friheden og Friheden - Ny Ellebjerg. Kørslen til Hillerød blev overtaget af linje A, der desuden stoppede ved alle stationer på Nordbanen i weekenderne.
30. januar 2017 vendte man i store træk tilbage til forholdene indtil 2014. Linje E blev atter forlænget til Hillerød med kørsel uden stop mellem Hellerup og Jægersborg og Lyngby og Holte. Til gengæld kører linjen derefter kun i dagtimerne mandag-fredag. Om aftenen og i weekenden erstattes den af linje A til Køge, mens linje B, der har overtaget kørslen til Holte, tilsvarende fortsætter til Hillerød i de nævnte tidsrum. Begge linjer stopper ved alle stationer. Ved køreplansskiftet 10. december 2018 blev der på ny byttet rundt på linje A, B og E ligesom i 2014. Resultatet var at linje E igen fik endestation i Holte og kom til at stoppe ved alle stationer på Nordbanen. På Køge Bugt-banen bortfaldt stoppet i Friheden, så linjen kom til at køre uden stop mellem Ishøj og Ny Ellebjerg. Til gengæld fik den stop på den nye Køge Nord Station, da denne åbnede for driften 1. juni 2019.
Fra 24. juni til 14. oktober 2019 var trafikken gennem Lyngby ændret i dagtimerne. Det skyldtes anlæggelsen af Hovedstadens Letbane, der vil krydse under Nordbanen i Lyngby. Mens arbejdet stod på, var der færre spor til rådighed, og passagerne måtte derfor skifte tog i Lyngby. Mandag-fredag i perioden kørte linje A mellem Hundige og Klampenborg og mellem Lyngby og Hillerød, mens linje E kørte mellem Køge og Lyngby. Lørdag-søndag kørte linje A mellem Køge og Lyngby og mellem Lyngby og Hillerød.
Fra 2. maj til 30. september 2025 er der skiftende ændringer på S-togslinjerne på grund af sporarbejde på Nordbanen. For linje E betyder det, at den er omlagt ad Hareskovbanen til Farum fra 2. maj til 10. juli 2025. Der køres uden stop mellem Ryparken og Buddinge, og hvert andet tog kører kun til Buddinge. I stedet kører linje H til Lyngby og fra 1. juni 2025 Hillerød. Fra 11. juli til 30. september 2025 kører linje E igen ad Nordbanen men helt til Hillerød med stop ved alle stationer. Den erstatter her linje A, der så til gengæld kører til Farum i dagtimerne mandag-fredag.

### Kronologisk oversigt
Oprindeligt kørte linje E i hele driftsdøgnet fra morgen til midnat hele ugen. Siden 2012 køres kun mandag-fredag og siden 30. januar 2017 kun i dagtimerne.
| Dato                    | Linjeføring                                | Bemærkninger |
| ----------------------- | ------------------------------------------ | --- |
| 26-05-1968              | København H - Hillerød                     | Uden stop Østerport-Holte. |
| 01-10-1972              | (Taastrup -) København H - Hillerød        | Taastrup-København H kun mandag-lørdag. Uden stop Valby-København H og Østerport-Holte.                                              |
| 08-12-1973              | (Taastrup -) København H - Hillerød        | Taastrup-København H kun i dagtimerne mandag-fredag. Uden stop Valby-København H og Østerport-Holte.                                 |
| 30-09-1979              | (Solrød Strand -) København H - Hillerød   | Solrød Strand-København H kun i dagtimerne mandag-fredag. Uden stop Hundige København H og Østerport-Holte.                          |
| 25-09-1983              | Køge - København H - Hillerød              | Uden stop Hundige-Sjælør-København H og Østerport-Holte.                                                                             |
| 28-05-1989              | Køge - København H - Hellerup (- Hillerød) | Hellerup-Hillerød kun i myldretiderne. Uden stop Ishøj-Sjælør-København H og Hellerup-Holte.                                         |
| 29-09-1991              | Køge - København H - Hellerup (- Hillerød) | Hellerup-Hillerød kun i myldretiderne. Uden stop Ishøj-Sjælør-København H og Hellerup-Lyngby-Holte.                                  |
| 26-09-1993              | Køge - København H - Hellerup (- Hillerød) | Hellerup-Hillerød kun i dagtimerne mandag-lørdag. Uden stop Ishøj-Sjælør-København H og Hellerup-Lyngby-Holte.                       |
| 15-09-2002              | Køge - København H - Hellerup (- Hillerød) | Hellerup-Hillerød kun i dagtimerne mandag-lørdag. Uden stop Ishøj-Friheden-Sjælør-København H og Hellerup-Lyngby-Holte.              |
| 08-01-2005              | Køge - København H - Lyngby (- Hillerød)   | Lyngby-Hillerød kun i dagtimerne mandag-lørdag. Uden stop Ishøj-Friheden-Sjælør-København H og Hellerup-Lyngby-Holte.                |
| 06-01-2007              | Køge - København H - Lyngby (- Hillerød)   | Lyngby-Hillerød kun i dagtimerne mandag-lørdag. Uden stop Ishøj-Friheden-København Syd, Sjælør-København H og Hellerup-Lyngby-Holte. |
| 23-09-2007              | Køge - København H - Hillerød              | Uden stop Ishøj-København Syd og Hellerup-Lyngby-Holte.                                                                              |
| 11-12-2011              | Køge - København H - Hillerød              | Uden stop Ishøj-Friheden-København Syd og Hellerup-Lyngby-Holte.                                                                     |
| 15-12-2014              | Køge - København H - Holte                 | Uden stop Ishøj-Friheden-København Syd.                                                                                              |
| 30-01-2017              | Køge - København H - Hillerød              | Uden stop Ishøj-Friheden-København Syd, Hellerup-Jægersborg og Lyngby-Holte.                                                         |
| 10-12-2018              | Køge - København H - Holte                 | Uden stop Ishøj-København Syd. |
| 24-06-2019 - 14-10-2019 | Køge - København H - Lyngby                | Uden stop Ishøj-København Syd. Skift til linje A på Lyngby St.                                                                       |
| 02-05-2025 - 10-07-2025 | Køge - København H - Buddinge (- Farum)    | Uden stop Ishøj-København Syd og Ryparken-Buddinge. Omlagt på grund af sporarbejde på Nordbanen                                      |

## Linje Ex (1968-1972)
Den første linje Ex blev oprettet 26. maj 1968 sammen med linje E og kørte ligesom denne mellem København H og Hillerød. Der kørtes kun i myldretiden og uden stop mellem Østerport og Birkerød. I modsætning til linje E, der som nævnt ovenfor havde vogne med 1. klasse, var der kun 2. klasse på linje Ex.
Fra starten havde den nye linje samme minuttal mellem København H og Østerport, som den i 1967 oprettede linje Cx mellem Ballerup og Hellerup. Det medførte at nogle tog fra Ballerup fortsatte til Hillerød og omvendt, idet togene skiltedes som linje Ex i begge retninger. På turen til og fra Ballerup kørtes der ligesom de øvrige tog på linje Cx uden stop mellem Herlev og København H, men hvor de andre tog kørte uden stop mellem Østerport og Hellerup og med endestation på Hellerup, så kørte togene på linje Ex som nævnt til Hillerød og uden stop mellem Østerport og Birkerød.
Ved en reform af linjenettet 1. oktober 1972 tog man konsekvensen af sammenfaldet mellem de to linjer og sammenlagde dem til en linje Cx, der kom til at køre mellem Herlev og Hillerød. Samtidig ændredes standsningsmønstret, så der kørtes uden stop mellem Jyllingevej og København H og mellem Østerport og Holte.
| Dato         | Linjeføring                       | Bemærkninger                      |
| ------------ | --------------------------------- | --------------------------------- |
| 26. maj 1968 | København H - Hillerød            | Uden stop Østerport-Birkerød.     |
| 01-10-1972   | Nedlagt og erstattet af linje Cx. | Nedlagt og erstattet af linje Cx. |

## Linje Ex (1983-2007)
25. september 1983 blev Køge Bugt-banen og linje E forlænget fra Solrød Strand til Køge. I den forbindelse oprettedes en ny linje Ex som supplement i myldretiderne. Den nye linje kørte mellem Køge og København H og kørte uden stop mellem Hundige og Sjælør og mellem Sjælør og København H. Om morgenen kørtes kun mod København H og om eftermiddagen kun mod Køge. Endestationen på København H valgtes for at den centrale strækning Boulevardbanen ikke skulle blive fyldt med linjer til bristepunktet. Det blev den dog alligevel fra 1. juni 1986, da linje Ex forlængedes til Hellerup. Samtidig fik den også stop i Ishøj.
Den nye linje Ex forblev på Køge Bugt-banen i hele sin levetid, men ellers var den præget af ændringer med få års mellemrum. 28. maj 1989 ændredes standsningsmønstret, så der kørtes uden stop mellem Ishøj og Friheden og Friheden og Sjælør. 24. september 1995 skete der større ændringer, da linjen afkortedes til Solrød Strand, mens linje A+ til gengæld blev forlænget derfra til Køge. Desuden kørte linje Ex nu uden stop Ishøj - Friheden - Sydhavn - København H og Østerport - Hellerup. Året efter forsvandt kørslen om eftermiddagen, da myldretiden der efterhånden var blevet så spredt, at det ikke længere gav mening med ekstra tog. Om morgenen kom linjen til gengæld til at betjene en række flere stationer fra 24. maj 1998, idet der fremover kun kørtes uden stop Friheden - København H. 20. marts 2000 afkortedes linjen fra Hellerup til København H på grund af arbejde på Nørreport, hvor der skulle etableres trapper og gangtunnel til den kommende metrostation der. 29. juli 2000 blev linjen forsøgsvist forlænget til Hellerup igen. Da der ikke var problemer med det, blev det gjort fast fra 29. august 2000.
Fra 16. februar til 10. maj 2002 kørte linje Ex også retur fra Hellerup til København H om morgenen. Årsagen var en ombygning af Østerport der gjorde, at der ikke kunne køre regionaltog mellem København H og Østerport. Returkørslen blev en fast del af køreplanen 15. september 2002. Samtidig forlængedes linjen, så den atter kom til at udgå fra Køge. Desuden kørtes nu uden stop mellem Ishøj og København H. 8. januar 2006 skete der på ny ændringer, da linjen dels afkortedes til Østerport og dels fik et ekstra stop på Sjælør. Et yderligere stop kom til 6. januar 2007 på den nye station Ny Ellebjerg (nu København Syd). Det blev til gengæld også den sidste ændring i linjens levetid. 23. september 2007 fandt en reform af linjenettet sted, og i den forbindelse nedlagdes linje Ex. I stedet fik linje E så 10 minutters drift i dagtimerne.
| Dato       | Linjeføring                                        | Bemærkninger                                                     |
| ---------- | -------------------------------------------------- | ---------------------------------------------------------------- |
| 25-09-1983 | Køge - København H                                 | Uden stop Hundige-Sjælør-København H.                            |
| 01-06-1986 | Køge - København H - Hellerup                      | Uden stop Ishøj-Sjælør-København H.                              |
| 28-05-1989 | Køge - København H - Hellerup                      | Uden stop Ishøj-Friheden-Sjælør.                                 |
| 24-09-1995 | Solrød Strand - København H - Hellerup             | Uden stop Ishøj-Friheden-Sydhavn-København H og Østerport-Holte. |
| 24-05-1998 | Solrød Strand - København H - Hellerup             | Uden stop Friheden-København H.                                  |
| 20-03-2000 | Solrød Strand - København H                        | Uden stop Friheden-København H.                                  |
| 29-07-2000 | Solrød Strand - København H - Hellerup             | Uden stop Friheden-København H.                                  |
| 15-09-2002 | Køge - København H - Hellerup                      | Uden stop Ishøj-København H.                                     |
| 08-01-2006 | Køge - København H - Østerport                     | Uden stop Ishøj-Sjælør-København H.                              |
| 06-01-2007 | Køge - København H - Østerport                     | Uden stop Ishøj-København Syd og Sjælør-København H.             |
| 23-09-2007 | Nedlagt og erstattet af udvidet kørsel på linje E. | Nedlagt og erstattet af udvidet kørsel på linje E.               |